# Belgijski znakovni jezik
Belgijski znakovni jezik (ISO 639-3: bvs), ime znakovnom jeziku gluhih osoba Belgije, danas podijeljen na dvije varijante, belgijski frankofonski (francuski belgijski) [sfb], čiji broj korisnika nije poznat i flamanski gebarentaal (flamanski znakovni jezik) [vgt], 6 000 (2005 M. Vermeerbergen).
Škole za gluhe u Belgiji postoje od 1825.

## Vanjske poveznice
- Ethnologue (14th)
- Ethnologue (15th)